# Royal Ulster Constabulary

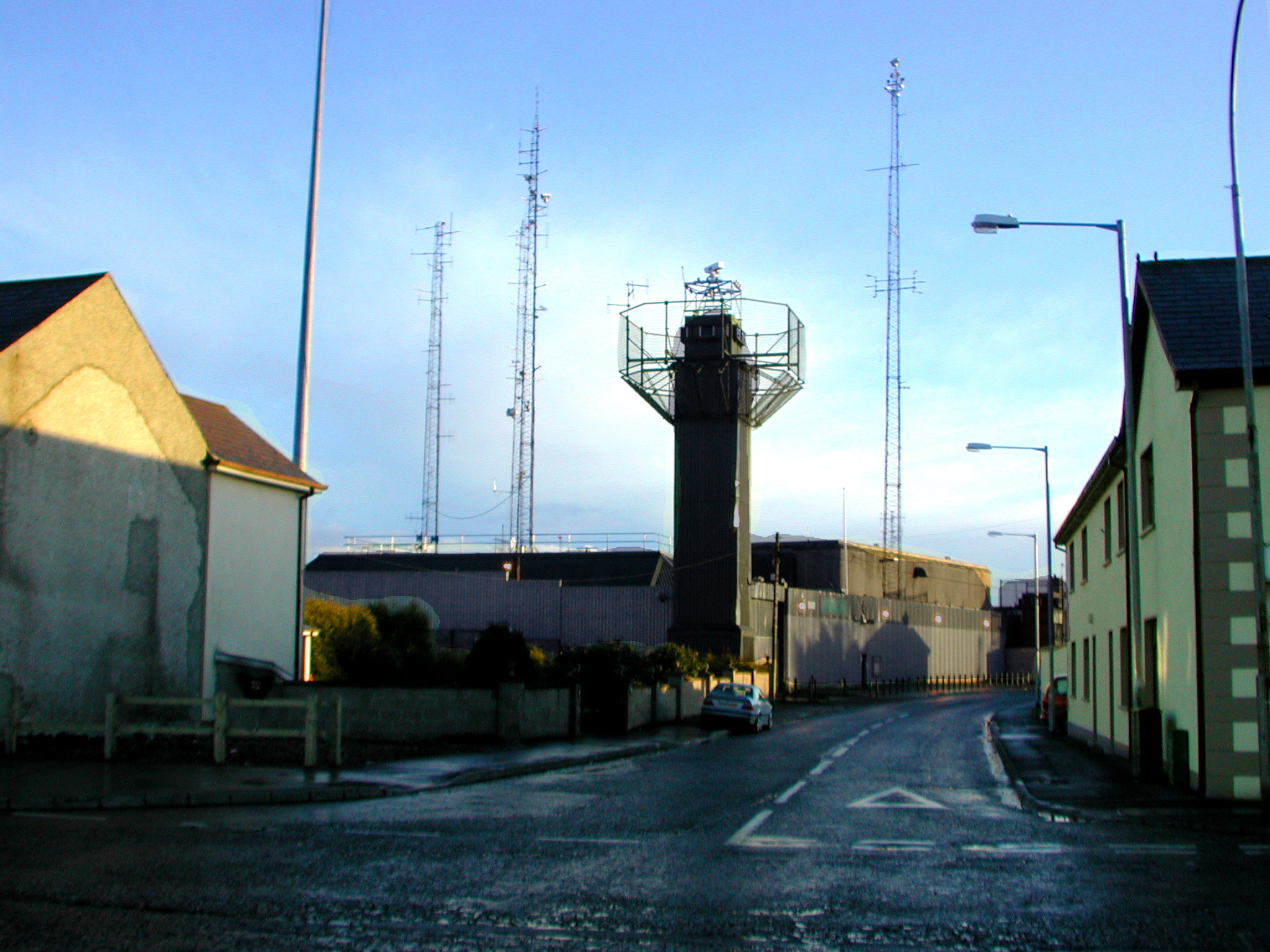
Legerbasis annex politiebureau van de RUC in Crossmaglen met een wachttoren (2001)

De Royal Ulster Constabulary (RUC) was het politiekorps van Noord-Ierland tussen 1922 en 2001. In 2001 werd de RUC, zoals gestipuleerd in de "Police (Northern Ireland) Act 2000", hervormd en ging verder door het leven als de Police Service of Northern Ireland (PSNI).
De RUC ontstond op 1 juni 1922 uit de Royal Irish Constabulary (RIC). Op zijn hoogtepunt omvatte het korps circa 8.500 officieren en daarnaast nog 4.500 leden van de RUC Reserve. Tijdens the Troubles kwamen 319 RUC-officieren om en raakten er bijna 9.000 gewond door aanslagen van paramilitairen, voornamelijk van de Provisional IRA, waardoor in 1983 de RUC de gevaarlijkste politiemacht om voor te werken ter wereld was geworden. In dezelfde periode doodde de RUC 55 personen, onder wie 28 burgers.
De RUC had een slechte reputatie opgebouwd en werd beschuldigd van eenzijdige onderzoeken, discriminatie en het ontzien van loyalistische paramilitaire groeperingen. Daarentegen werd de RUC binnen kringen van de Britse veiligheidsdiensten geprezen als een van de meest professionele politiediensten ter wereld. De beschuldigingen van samenspanning met loyalistische paramilitairen zijn verscheidene malen onderzocht, het meest recent door de politieombudsman voor Noord-Ierland, Nuala O'Loan. Haar rapport maakt melding van 31 gevallen van officieuze samenwerking tussen politie, CID en Special Branch enerzijds en loyalistische terroristen (UVF) anderzijds, zoals in de moord op Raymond McCord, maar niemand van de RUC is naar aanleiding daarvan aangeklaagd of veroordeeld. Nuala O'Loan concludeerde dat er geen reden was om aan te nemen dat haar bevindingen losstaande incidenten betroffen.